# Perungan Pojat
Il Perungan Pojat è una società pallavolistica maschile finlandese con sede a Rovaniemi: milita nel campionato finlandese di Lentopallon Mestaruusliiga.

## Rosa 2018-2019
| N° | Nome               | Ruolo | Data di nascita   | Nazionalità sportiva |
| -- | ------------------ | ----- | ----------------- | -------------------- |
| 1  | Joel Juurinen      | P     | 21 dicembre 1993  | Finlandia            |
| 2  | Daniel Grant       | C     | 14 maggio 1991    | Canada               |
| 3  | Tuomas Hautala     | C     | 18 dicembre 1991  | Finlandia            |
| 5  | Matias Korhonen    | S     | 24 novembre 1995  | Finlandia            |
| 6  | Oliver Martin      | C     | 30 marzo 1995     | Stati Uniti          |
| 7  | Peetu Mäkinen      | S     | 19 agosto 1995    | Finlandia            |
| 8  | Jeremy Davies      | L     | 1º maggio 1994    | Canada               |
| 9  | Jayson McCarthy    | O     | 13 aprile 1994    | Canada               |
| 10 | Jani Sippola       | P     | 4 maggio 1990     | Finlandia            |
| 11 | Olli Saarenmaa     | S     | 6 gennaio 1999    | Finlandia            |
| 12 | Niko-Matti Koskela | O     | 21 gennaio 1988   | Finlandia            |
| 13 | Janne Marttila     | S     | 17 aprile 1997    | Finlandia            |
| 14 | Otso Hakala        | S     | 13 giugno 1999    | Finlandia            |
| 14 | Juho Saukkonen     | C     | 23 gennaio 1999   | Finlandia            |
| 15 | Mikael Kyllönen    | P     | 14 settembre 1999 | Finlandia            |
| 16 | Aleksi Vaarala     | L     | 6 gennaio 2000    | Finlandia            |

## Palmarès
- Campionato finlandese: 4

2002-03, 2006-07, 2007-08, 2010-11
- Coppa di Lega: 1

2010

## Denominazioni precedenti
- 1947-2006: Perungan Pojat
- 2006-2009: Rovaniemen Santasport